# ジャクソン郡 (オクラホマ州)
ジャクソン郡 (Jackson County) はアメリカ合衆国オクラホマ州に位置する郡である。2000年現在、人口は28,439人である。ここの郡庁所在地はAltusである。

## 地理
アメリカ合衆国統計局によると、この郡は総面積2,083 km2 (804 mi2) である。このうち2,079 km2 (803 mi2) が陸地で4 km2 (1 mi2) が水地域である。総面積の0.18%が水地域となっている。

### 隣接する郡
- クリーク郡  (北)
- カイオワ郡  (北東)
- ティルマン郡  (東)
- ウィルバーガー郡 (テキサス州)  (南)
- ハードマン郡 (テキサス州)  (南西)
- ハーモン郡  (西)

## 人口動勢
2000年現在の国勢調査で、この郡は人口28,439人、10,590世帯、及び7,667家族が暮らしている。人口密度は14/km2 (35/mi2) である。6/km2 (15/mi2) の平均的な密度に12,377軒の住宅が建っている。この郡の人種的な構成は白人76.14%、アフリカン・アメリカン8.03%、先住民1.74%、アジア1.16%、太平洋諸島系0.17%、その他の人種9.34%、及び混血3.42%である。ここの人口の15.63%はヒスパニックまたはラテン系である。
この郡内の住民は29.20%が18歳未満の未成年、18歳以上24歳以下が10.30%、25歳以上44歳以下が29.00%、45歳以上64歳以下が19.60%、及び65歳以上が11.90%にわたっている。中央値年齢は33歳である。女性100人ごとに対して男性は99.10人である。18歳以上の女性100人ごとに対して男性は94.80人である。
この郡内の世帯ごとの平均的な収入は30,737米ドルであり、家族ごとの平均的な収入は38,265米ドルである。男性は28,240米ドルに対して女性は19,215米ドルの平均的な収入がある。この郡の一人当たりの収入 (per capita income) は15,454米ドルである。人口の16.20%及び家族の13.60%は貧困線以下である。全人口のうち18歳未満の20.70%及び65歳以上の14.40%は貧困線以下の生活を送っている。

## 都市及び町
| - Altus - Blair | - East Duke - Eldorado | - Elmer - Headrick | - Martha - Olustee |